# Let Them Eat Pussy
| Đánh giá chuyên môn | Đánh giá chuyên môn |
| Nguồn đánh giá      | Nguồn đánh giá      |
| Nguồn               | Đánh giá            |
| ------------------- | ------------------- |
| Allmusic            | [ 1 ]               |

Let Them Eat Pussy là album debut của nhóm rock and roll Nashville Pussy, phát hành vào ngày 24 tháng 2 năm 1998. Trong một đánh giá bốn sao của Allmusic, album được nhận xét: "Let Them Eat Pussy là tất cả về sự nhếch nhác, và đó là kỷ lục nhếch nhác nhất trong năm". Album đã giúp tạo ra một lượng người hâm mộ cho ban nhạc và bài hát "Fried Chicken and Coffee" đã được đề cử Giải Grammy ở hạng mục màn trình diễn Metal hay nhất (Grammy Award for Best Metal Performance).

## Danh sách bài hát
Tất cả các bài hát được viết bởi Blaine Cartwright, trừ khi có ghi chú khác.
1. "Snake Eyes" – 1:29
2. "You're Goin' Down" – 2:08
3. "Go Motherfucker Go" – 1:59
4. "I'm the Man" – 2:16
5. "All Fucked Up" – 1:51
6. "Johnny Hotrod" – 2:56
7. "5 Minutes to Live" – 2:19
8. "Somebody Shoot Me" – 2:09
9. "Blowin' Smoke" – 1:34
10. "First I Look at the Purse" (Smokey Robinson, Bobby Rogers) – 2:05
11. "Eat My Dust" – 1:50
12. "Fried Chicken and Coffee" – 4:26

## Danh sách bài hát của EPEat More Pussy
1. "Kicked in the Teeth" – 3:25 (viết bởi Angus Young, Malcolm Young và Bon Scott; ban đầu được trình diễn bởi AC/DC)
2. "Nice Boys" – 2:47 (viết bởi Gary Anderson, Peter Wells, Mick Cocks, Geordie Leach và Dallas Royall; ban đầu được trình diễn bởi Rose Tattoo)
3. "Milk Cow Blues" – 3:07 (viết và được trình diễn đầu bởi Kokomo Arnold)
4. "Headin' for the Texas Border" – 2:58 (viết bởi Cyril Jordan và Roy Loney; ban đầu được trình diễn bởi The Flamin' Groovies)
5. "Sock It to Me Baby" – 2:24 (viết bởi L. Russell Brown và Bob Crewe; ban đầu được trình diễn bởi Mitch Ryder & The Detroit Wheels)
6. "(I'm) Misunderstood" – 2:35 (viết bởi Chris Bailey và Ed Kuepper; ban đầu được trình diễn bởi The Saints)

Eat More Pussy EP đã được phát hành ở Vương quốc Anh như một đĩa bonus.